# ريبيكا دونهام
ريبيكا دونهام (بالإنجليزية: Rebecca Dunham)‏ هي كاتِبة وشاعرة أمريكية، ولدت في 19 فبراير 1973.